# 北京日本学研究中心
北京日本学研究中心是北京外国语大学下设的一个实体科研机构。中心成立于1985年，其前身可追溯到1979年时任日本首相的大平正芳访问中国时代表日本政府与中国政府签订的文化交流协定，并在北京建立的“全国日语教师培训班”（被中、日教育界称为“大平班”）。北京日本学研究中心自成立以来一直得到日本国际交流基金的大力支持，成立之初获得日本ODA开发援助。中心培养硕士、博士阶段研究生。
主办刊物有《日本学研究》。